# Ian Smith (skådespelare)
Ian Smith, född 19 juni, 1938, är en australisk skådespelare, mest känd för sin långvariga roll som den omtänksamma och snälla kaféägaren Harold Bishop i TV-serien Grannar. Det är en roll som han spelat 1987-1991 och från 1996 och fram till januari 2008. Smith kommer att lämna serien under 2008, åtminstone som huvudrollsinnehavare. Han har dock lovat att göra flera gästspel framöver i serien. Den 2 december 2024 avslöjade Smith att han skulle lämna serien efter att ha blivit diagnostiserad med obotlig lungcancer.